# Église presbytérienne d'Elat
L'Église presbytérienne d'Elat est l'une des plus anciennes missions protestantes du Cameroun, considérée au début du XXe siècle comme l'une des plus grandes églises locales presbytériennes du monde. Fondée par des missionnaires américains, elle est rattachée depuis 1957 à l'Église presbytérienne camerounaise (EPC). Elle est située dans l'arrondissement d'Ebolowa IIe, le département de la Mvila et la région du Sud. 

## Histoire
Après s'être établie en Guinée espagnole et au Gabon, la Mission presbytérienne américaine (MPA) arrive au Cameroun à la fin du XIXe siècle. Le pasteur Good fonde une mission à Efoulan, en pays boulou.
En 1901, une station missionnaire, d'abord implantée à Ebolowa, est déplacée à Elat, à la demande de l'administration coloniale qui voulait établir un poste militaire sur le site. Elat devient peu à peu un centre scolaire renommé, doté d'une école professionnelle et d'une imprimerie. La station construit aussi un hôpital pourvu d'un bloc opératoire, d'une maternité, d'un orphelinat, d'une léproserie, ainsi que d'une école d'infirmiers et d'infirmières.
C'est à Elat qu'est proclamée l'autonomie de l'Église presbytérienne camerounaise, le 11 décembre 1957. À cette date, l'église peut accueillir jusqu'à 3 500 fidèles. Dans l'hôpital qui compte 250 lits, 17 000 patients sont soignés chaque année. L'imprimerie produit de nombreuses publications rédigées par les missionnaires dans les langues locales, le boulou et le bassa.

## Philatélie
En 1975, la République unie du Cameroun a émis un timbre de 40 F sous l'intitulé « Église presbytérienne EPC Elat ».